# Tičarica
Tičarica je gora nad dolino Triglavskih jezer. Njen najvišji vrh, Velika Tičarica, je visok 2091 mnm, Mala Tičarica (2071 m), se nahaja južno od njega. Vrhova sta del gorske verige, ki jo sestavljajo še Velika in Mala Zelnarica ter Kopica in poteka v smeri sever-jug, od Hribaric proti Črnemu jezeru. 